# Taldu (underdistrikt)
Nāḩiyat Talldaww (arabiska: ناحية تل دو, ناحية تلدو) är ett subdistrikt i Syrien.   Det ligger i provinsen Homs, i den centrala delen av landet, 150 km norr om huvudstaden Damaskus.
Trakten runt Nāḩiyat Talldaww består till största delen av jordbruksmark. Runt Nāḩiyat Talldaww är det glesbefolkat, med 14 invånare per kvadratkilometer.